# Boris Kokorev
Boris Borisovich Kokorev (en ruso: Борис Борисович Кокорев Tbilisi, 20 de abril de 1959 - Moscú, 22 de octubre de 2018) fue un deportista ruso especializado en tiro. En los Juegos Olímpicos de Atlanta 1996, consiguió la medalla de oro en la modalidad pistola de 50 metros.